# Kye Rowles
Kye Francis Rowles (ur. 24 czerwca 1998 w Kiamie) – australijski piłkarz występujący na pozycji obrońcy w Heart of Midlothian FC. 

## Kariera klubowa
Swoją karierę rozpoczął w sezonie 2016/2017 w zespole Brisbane Roar FC, a w A-League zadebiutował 25 lutego 2017 w przegranym 1:2 meczu z Wellington Phoenix. Po zakończeniu tamtego sezonu odszedł do ligowego rywala, zespołu Central Coast Mariners FC. 20 kwietnia 2019 w wygranej 3:1 potyczce z Western Sydney Wanderers strzelił swojego pierwszego gola w A-League.
W 2022 przeszedł do szkockiego Heart of Midlothian FC. Swój pierwszy mecz w Scottish Premiership rozegrał 30 lipca 2022 przeciwko Ross County (2:1), zaś 28 sierpnia 2022 w wygranym 3:2 pojedynku z St. Johnstone zdobył debiutancką bramkę w tych rozgrywkach. W sezonie 2022/2023 zajął z klubem 4. miejsce w lidze.

## Kariera reprezentacyjna
W 2021 otrzymał powołanie do drużyny U-23 na Letnie Igrzyska Olimpijskie 2020, na których wystąpił w pojedynkach z Hiszpanią (0:1) i Egiptem (0:2), Australia zaś odpadła z rozgrywek po fazie grupowej.
W reprezentacji Australii zadebiutował 1 czerwca 2022 w wygranym 2:1 towarzyskim meczu z Jordanią. W tym samym roku został powołany do kadry na mistrzostwa świata i zagrał na nich w spotkaniach z Francją (1:4), Tunezją (1:0), Danią (1:0) i Argentyną (1:2), a Australia zakończyła turniej na 1/8 finału.